# His One-Night Stand
Pour plus de détails, voir Fiche technique et Distribution.
His One-Night Stand est un film américain réalisé par Harry McCoy, sorti en 1917.

## Fiche technique
- Titre original : His One-Night Stand
- Réalisation : Harry McCoy
- Scénario : Harry McCoy
- Photographie : Charles R. Seeling
- Production : Mack Sennett
- Société de production : Keystone
- Société de distribution : Keystone
- Pays de production :  États-Unis
- Langue originale : anglais
- Format : noir et blanc — 35 mm — 1,37:1 — Film muet
- Genre : Comédie
- Durée : une bobine
- Dates de sortie : États-Unis : 13 mai 1917
- Licence : Domaine public

## Distribution
- Harry McCoy
- Billy Engle
- Vivian Edwards
- Frank Bond
- Eunice Hughes